# Duque de Normandía

Blasón de la Casa de Normandía.

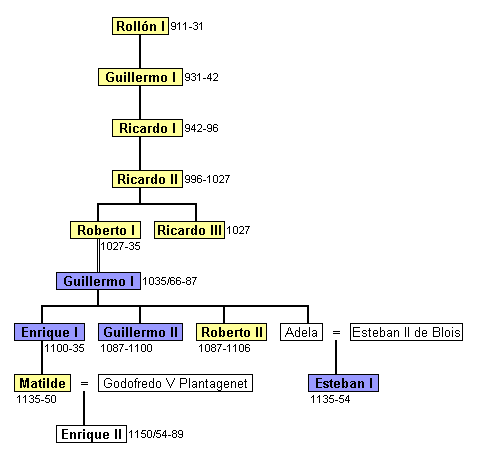
Árbol genealógico de los duques de Normandía (en amarillo) y reyes de Inglaterra (en azul) de la casa de Normandía. Nota: Guillermo I y Enrique I fueron reyes de Inglaterra y duques de Normandía. Esteban I no pertenece a la casa de Normandía, sino a la de Blois.

Duque de Normandía es un título histórico de origen medieval. Es el que tenían los gobernantes del ducado de Normandía en el norte de Francia, un feudo creado en el año 911 por el rey Carlos III "el Simple" de Francia para Rollón, un noble escandinavo y líder de los hombres del Norte.
En realidad, el título original era duque de los normandos —Dux Normannorum—, tal cual aparece en las crónicas y documentos oficiales del siglo XI, habida cuenta de la inestabilidad de las fronteras territoriales y de que era preciso afirmar la soberanía sobre muchos normandos que también poseían feudos en otras provincias.
En 1066 el duque reinante, Guillermo el Bastardo, conquistó Inglaterra, y de ahí en adelante pasó a ser conocido como el rey Guillermo I el Conquistador. En adelante, el duque de Normandía y el rey de Inglaterra fueron normalmente la misma persona, hasta que Felipe II Augusto, rey de Francia, quitó Normandía a Juan I de Inglaterra en 1204. El hijo de Juan, Enrique III renunció a la pretensión ducal en el Tratado de París (1259).
Desde entonces, el ducado formó parte integral del dominio real francés. La dinastía Valois de Francia comenzó una tradición de conceder el título a su heredero, hasta que fue suplantado por el título de Delfín de Francia. El título se otorgó cuatro veces entre la conquista francesa de Normandía y la disolución de la monarquía francesa en 1792.

## Origen

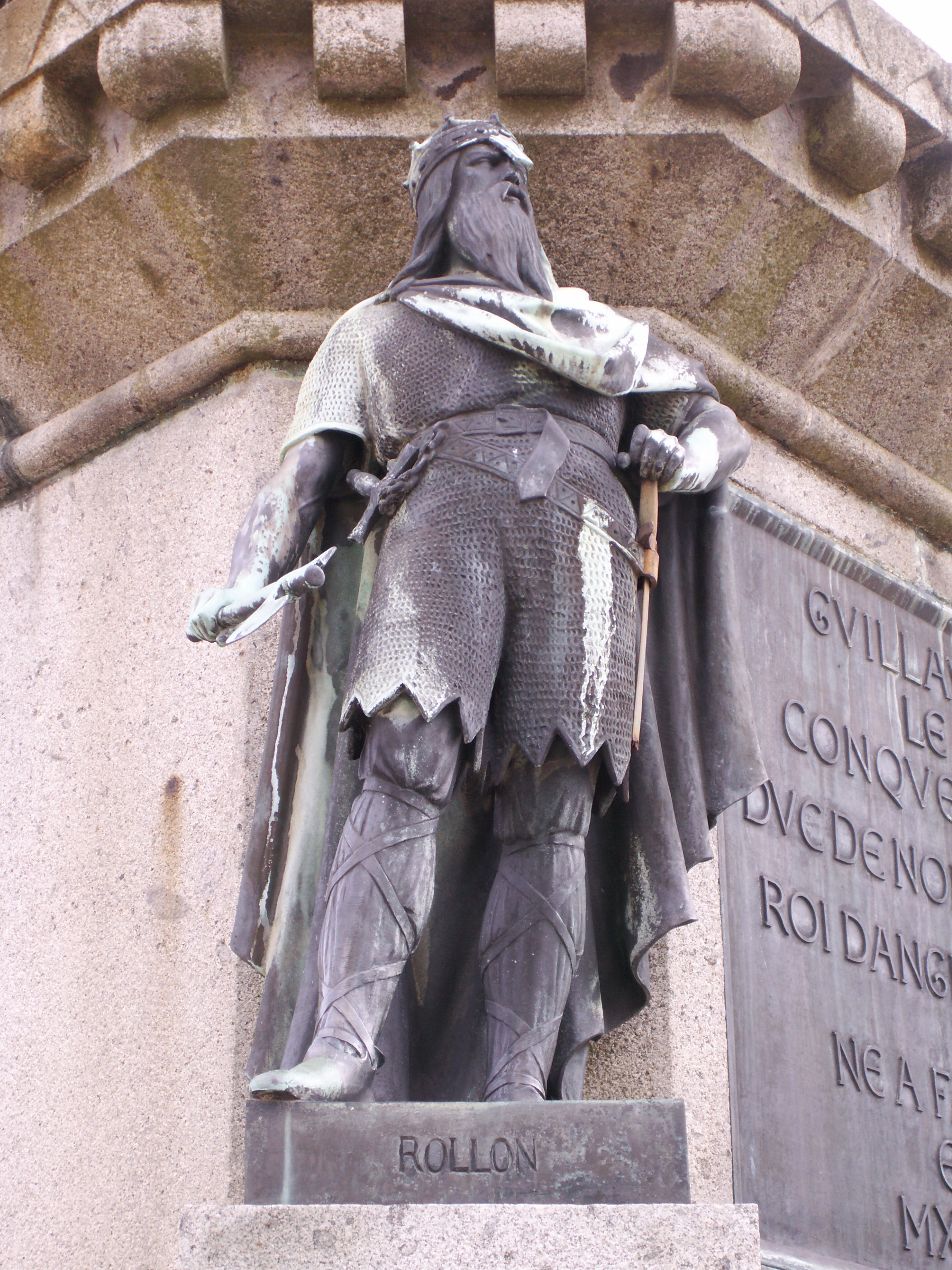
Estatua de Rollón en Falaise, Calvados.

Después de participar en muchas incursiones vikingas a lo largo del Sena, que culminaron con el sitio de París en 886, Rollón fue finalmente derrotado por el rey Carlos el Simple. Con el tratado de Saint-Clair-sur-Epte (911), juró fidelidad al rey francés, convirtiéndose al cristianismo. Carlos entonces le concedió  territorios alrededor de Ruan, que, junto a los que se anexaron en la generación siguiente, pasaron a llamarse Normandía («país de los hombres del norte»).
Rollón y sus inmediatos sucesores recibieron el trato de jarl, es decir, «conde» de Normandía. Algunas fuentes medievales posteriores se refieren a ellos con el título de dux -un término de más prestigio-; sin embargo, con toda seguridad fue Ricardo II el primero que asumió personalmente el título de «duque de los normandos», lo que señala el ascenso social y político de los daneses y noruegos que se establecieron en el norte de Francia.
Aunque algunos títulos se usaban de manera indistinta a lo largo de esta época, un duque tendría bajo su soberanía condes y vizcondes -como de hecho ocurría en Normandía o Aquitania-, y el título se reservaría típicamente para el rango superior de la nobleza feudal — bien por aquellos que debían homenaje y lealtad directamente a los reyes, o que eran soberanos independientes (que se distinguían de los reyes porque no tenían duques como vasallos). Sin embargo, en el siglo XI no se trataba de una ley general: los condes de Flandes o de Champaña estaban en pie de igualdad con los duques.

## Guillermo el Conquistador

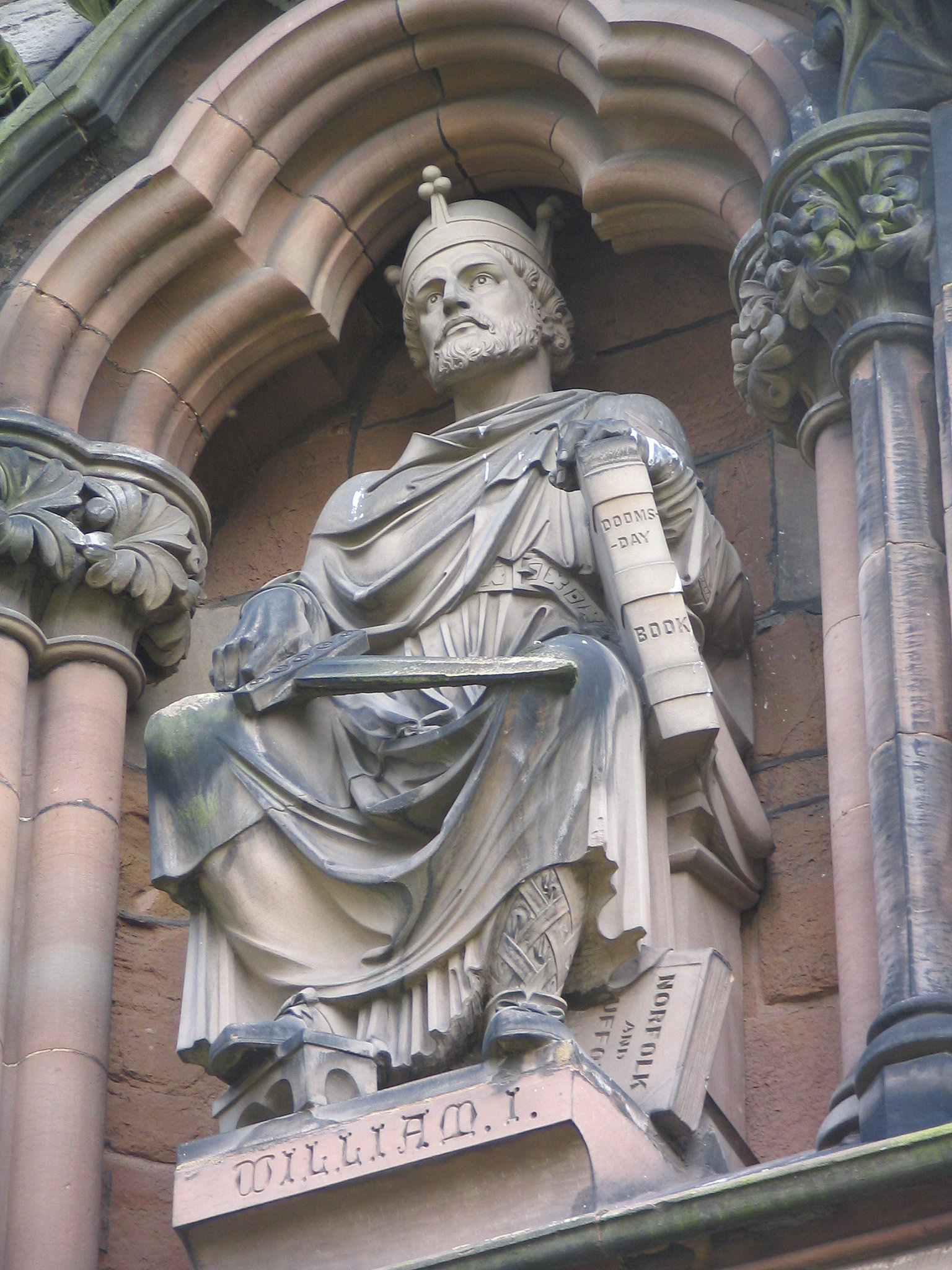
Guillermo I (Guillermo el Conquistador)

Guillermo el Conquistador, tras emprender la conquistó de Inglaterra en 1066, asumió el título de rey de Inglaterra; este cambio creó una situación problemática, porque él y sus descendientes eran reyes en Inglaterra, pero vasallos del rey en Francia. Esto era una pura formalidad, ya que Guillermo era varias veces más rico y poderoso que el rey francés, y por la vía de los hechos se manejó como rey incluso en sus posesiones continentales hasta el día de su muerte en 1087. No obstante, gran parte de los enfrentamientos posteriores que entre reyes ingleses y franceses alrededor de este título ducal (así como de otros títulos ducales franceses durante el período angevino) surgieron de esta situación fundamentalmente irreconciliable.
Tras la muerte del rey Guillermo, su hijo mayor Roberto Courteheuse se convirtió en duque de Normandía, mientras que el hijo tercero, Guillermo Rufus, se convirtió en rey de Inglaterra. En 1100, Guillermo II fue sucedido por el hijo más joven del Conquistador, Enrique I Beauclerc. Cuando este derrocó a Roberto tras vencerlo en la batalla de Tinchebray (1106), reclamó ambos títulos, uniéndolos de nuevo.

## Disputa internacional
Más tarde, en 1204, el rey Felipe II Augusto recuperó para la Corona francesa todos los territorios continentales del rey Juan I de Inglaterra, salvo el ducado de Aquitania, las islas del Canal.
Normandía quedó incluida en el dominio real francés. En 1259, Enrique III de Inglaterra suscribió el Tratado de París y reconoció la legalidad de esta apropiación francesa.
Posteriormente, otros monarcas ingleses hicieron intentos por reclamar sus perdidas posesiones continentales, en particular durante la guerra de los Cien Años, e incluso pretendieron el trono de Francia.
Cuando el tratado de Troyes (1420), Enrique V de Inglaterra recuperó temporalmente todos los territorios que anteriormente habían sido propiedad de las casas de Normandía y Plantagenet, además de recibir el nombramiento como regente y heredero de Francia. Su hijo Enrique VI heredó ambos reinos en 1422, de suerte que los monarcas ingleses incluyeron «rey de Francia» en su lista de títulos. También incluyeron el escudo de armas de Francia en su propio blasón, incluso después de que hubieran perdido sus posesiones francesas (con la excepción de Calais) después de 1450.
Las pretensiones británicas al trono de Francia y otras pretensiones francesas no fueron formalmente abandonadas hasta el año 1801, cuando Jorge III y el Parlamento en el Acta de Unión, unió el Reino de Gran Bretaña con el reino de Irlanda y usó la oportunidad para abandonar la obsoleta pretensión sobre Francia. Para aquella época, la propia monarquía francesa había sido eliminada en 1792 con el establecimiento de la República francesa. La revolución francesa también puso fin al ducado de Normandía como una entidad política, pues fue reemplazado por varios departamentos.

## Uso hoy en día

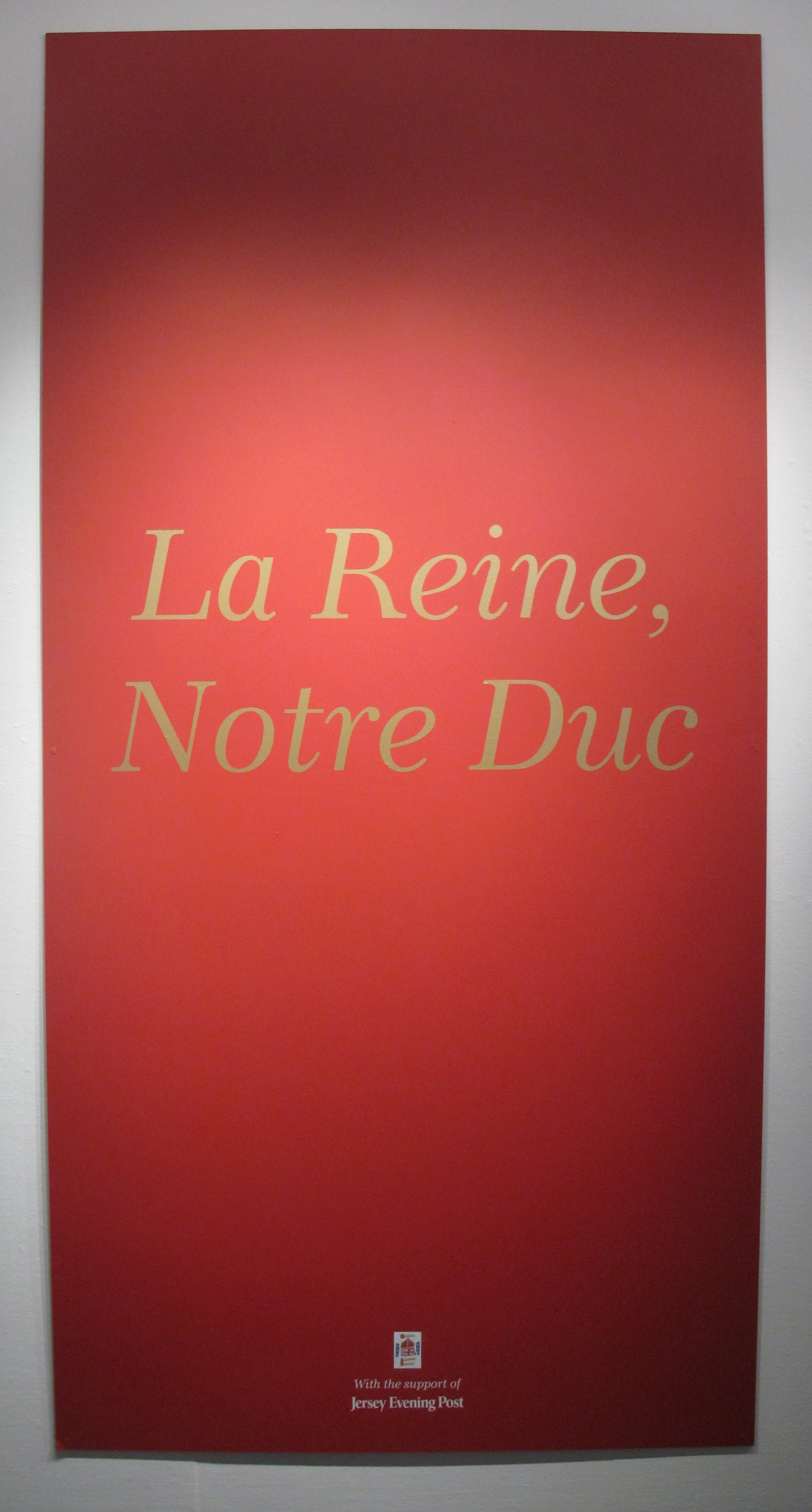
"La Reine, Notre Duc": título de una exposición del Jubileo de Diamante en el Centro de Arte de Jersey

Hoy en día, el título se utiliza solamente en las Islas del Canal y corresponde al monarca británico. La anterior reina de Inglaterra, Isabel II, no utilizaba el título oficialmente, pero es tradicional en las islas describirla como el «duque de Normandía», sin tener en consideración el hecho de que era una mujer. Las islas del Canal son lo último que queda del anterior Ducado de Normandía que sigue en poder de los monarcas británicos. Aunque la monarquía británica aparentemente ha abandonado toda pretensión a la Normandía continental y otras pretensiones en Francia en 1259 (Tratado de París ), las islas del Canal (excepto Chausey, bajo soberanía francesa) forman parte de las dependencias de la Corona británica. El historiador británico Ben Pimlott ha señalado que mientras la reina Isabel II estaba de visita en Normandía en mayo de 1967, los campesinos franceses se quitaron el sombrero y gritaron "Vive la Duchesse!", a lo que se cree que la reina contestó "Bueno, ¡soy el duque de Normandía!". Ambas islas del Canal se refieren a Isabel II por escrito como "La reina por derecho de Jersey" o "La reina por derecho de Guernsey" respectivamente. Sin embargo, se refieren informalmente a la reina como "el duque de Normandía"; este título es usado por los isleños, especialmente durante el brindis real, mientras que informalmente dicen "La Reina, nuestro Duque" o, en francés, "La Reine, notre Duc", más que simplemente "la reina", como es lo habitual en el Reino Unido.

## Jarlsde Normandía

### Casa de Normandía (Rollónidas)
| Imagen | Nombre                   | Nacimiento   | Inicio | Fin | Muerte    | Cónyuge                                 |
| ------ | ------------------------ | ------------ | ------ | --- | --------- | --------------------------------------- |
|        | Rollón el Caminante      | 870          | 911    | 927 | 932 o 933 | 1) Popa de Bayeux 2) Gisela de Francia  |
|        | Guillermo I Larga Espada | antes de 911 | 927    | 942 | 942       | 1) Sprota 2) Luitgarda de Vermandois    |
|        | Ricardo I Sin Miedo      | 938          | 942    | 996 | 996       | 1) Emma de Francia 2) Gunnora de Crepon |

## Duques de Normandía

### Casa de Normandía (Rollónidas)
Se destaca en amarillo a los que también fueron reyes de Inglaterra
| Imagen  | Nombre                                       | Nacimiento  | Inicio | Fin  | Muerte | Cónyuge                                   |
| ------- | -------------------------------------------- | ----------- | ------ | ---- | ------ | ----------------------------------------- |
|         | Ricardo II el Bueno                          | 963         | 996    | 1026 | 1026   | 1) Judit de Bretaña 2) Papia de Envermeu  |
|         | Ricardo III                                  | 997         | 1026   | 1027 | 1027   | ¿Adela de Francia?                        |
|         | Roberto I el Magnífico                       | 1004        | 1027   | 1035 | 1035   | Arlette de Falaise                        |
|         | Guillermo II el Conquistador                 | 1027 o 1028 | 1035   | 1087 | 1087   | Matilde de Flandes                        |
|         | Roberto II Courteheuse                       | 1051/54     | 1087   | 1106 | 1134   | Sibila de Conversano                      |
|         | Enrique I Beauclerc                          | 1069        | 1106   | 1135 | 1135   | 1) Matilde de Escocia 2) Adela de Lovaina |
|         | Guillermo Clito (reclamante)                 | 1102        | 1118   | 1128 | 1128   | 1) Sibila de Anjou 2) Juana de Monferrato |
|         | Guillermo III Atheling (asociado)            | 1103        | 1120   | 1120 | 1120   | Matilde de Anjou                          |
| Stephen | Esteban I de Inglaterra                      | 1092/96     | 1135   | 1144 | 1144   | Matilde de Boulogne                       |
| Matilda | Matilde de Inglaterra Señora de los ingleses | 1102        | 1135   | 1151 | 1167   | Godofredo V de Anjou                      |

### Plantagenets
| Imagen    | Nombre                                 | Nacimiento | Inicio | Fin  | Muerte | Cónyuge                                       |
| --------- | -------------------------------------- | ---------- | ------ | ---- | ------ | --------------------------------------------- |
|           | Enrique II Curtmantle                  | 1133       | 1151   | 1189 | 1189   | Leonor de Aquitania                           |
|           | Enrique el Joven Rey (asociado)        | 1155       | 1170   | 1183 | 1183   | Margarita de Francia                          |
|           | Ricardo (IV) Corazón de León           | 1157       | 1189   | 1199 | 1199   | Berenguela de Navarra                         |
|           | Juan I Sin Tierra                      | 1166       | 1199   | 1216 | 1216   | 1) Isabel de Gloucester 2) Isabel de Angulema |
| Henry III | Enrique III de Winchester (reclamante) | 1207       | 1216   | 1259 | 1272   | Leonor de Provenza                            |

### Duques de Normandía en el Reino de Francia (1204–1792)
En 1332, el rey Felipe VI entregó el ducado en infantazgo a su hijo Juan, que se convertiría en rey como Juan II en 1350. A su vez, él entregó en infantazgo el ducado a su hijo Carlos, quien se convirtió en rey como Carlos V en 1364. En 1465, Luis XI, bajo presión, dio el ducado a su hermano Carlos de Valois, duque de Berry. Carlos fue incapaz de mantener el ducado y en 1466 fue nuevamente unido a las tierras de la corona y siguió siendo parte permanente de él. El título se confirió a miembros menores de la familia real francesa antes de la abolición de la monarquía francesa en 1792.
- Juan (hijo del rey Felipe VI, más tarde rey Juan II de Francia) 1332–1350.
- Carlos (hijo de Juan II de Francia, más tarde rey Carlos V de Francia) 1350–1364
- Carlos (hermano de Luis XI de Francia. También duque de Berry.) 1465–1466
- El 31 de diciembre de 1660, unos meses después de la restauración de Carlos II en los tronos de Inglaterra y Escocia, el rey Luis XIV proclamó al hermano menor de Carlos, Jacobo, duque de York, "duque de Normandía". Este se hizo probablemente como gesto político de apoyo a Jacobo.[5]
- Luis Carlos (hijo de Luis XVI, posterior Delfín 1789–1791 y rey titular Luis XVII, 1792–1795.) 1785–1789.